# فيديريكو راوش
فيديريكو راوش (بالإسبانية: Federico Rauch)‏ هو عسكري أرجنتيني، ولد في 9 أغسطس 1790 في فاينهايم في ألمانيا، وتوفي في 28 مارس 1829 في الأرجنتين.